# Wapen van Veere

Wapen van Veere

Al sinds de 14e eeuw is het wapen van Veere in vrijwel ongewijzigde vorm in gebruik bij de Zeeuwse gemeente Veere. In eerste instantie op zegels en later als erkend stadswapen. De Hoge Raad van Adel heeft op 31 juli 1817 het wapen van Veere in gebruik bevestigd. In 1975 is het wapen op enkele punten gewijzigd. Na een gemeentelijke fusie heeft de nieuwe gemeenteraad op 15 januari 1997 besloten om het oude wapen te blijven voeren. De Hoge Raad van Adel heeft hierna zijn goedkeuring gegeven.
Op het schild staat een hartschild op de plek waar het zeil van het koggeschip hoort. Dit hartschild is het wapen van Borssele, om precies te zijn het wapen van de familie Van Borssele. Een aantal Van Borsseles werden later ook heren of vrouwen van Veere.

## Blazoen

het wapen van Veere uit 1817

De beschrijving van het eerste wapen van Veere, dat officieel bij de Hoge Raad van Adel geregistreerd staat, luidt als volgt:
In blaauw 2 torens, waartussen een bootje ligt, schuin achter de linker toren, alles van goud; de torens oprijzende uit een zee van natuurlijke kleur, en op elk een toegewende halfuitkomende wildeman van hetzelfde, gewapend met een knots, en met de hand elk een eind van een lint vasthoudende, waaraan een schild hangt van sabel, beladen met een dwarsbalk van zilver. Het schild gedekt met een gouden kroon van 5 bladeren.
Deze beschrijving dateert van 31 juli 1817. Er is geen tekst geregistreerd, maar wel een afbeelding van het wapen. Hierbij moet vermeld worden dat in de heraldiek links en rechts omgedraaid wordt omdat de beschrijving geldt alsof men achter het wapen staat.
Het huidige blazoen (beschrijving) is van 21 februari 1975 en geldt nog altijd.
In azuur een uitkomend koggeschip van goud, aan beide zijden vergezeld van een uitkomende gekanteelde toren van goud, waarop een uitkomende wildeman -de wildemannen half toegewend- van natuurlijke kleur, omkranst van sinopel, houdende met de buitenste hand de knots over de schouder, en met de binnenste een schild van sabel met een dwarsbalk van zilver; een golvende schildvoet, golvend gedwarsbalkt van 6 stukken, zilver en azuur. Het schild gedekt met een gouden kroon van 5 bladeren."
In de heraldiek staat azuur voor blauw, sinopel voor groen en sabel voor zwart.

## Vergelijkbare wapens
Onderstaande wapens hebben ook een connectie met de familie Van Borssele:

Het wapen van Baarsdorp
Het wapen van Borsele
Het wapen van de heerlijkheid Brigdamme
Het wapen van Ellewoutsdijk
Het wapen van Tholen (in de schildzoom)

Borsele · Goes · Hulst · Kapelle · Middelburg · Noord-Beveland · Reimerswaal · Schouwen-Duiveland · Sluis · Terneuzen · Tholen · Veere · Vlissingen